# Barsac, Gironde

Barsac este o comună în departamentul Gironde din sud-vestul Franței. În 2009 avea o populație de 2.066 de locuitori.

## Evoluția populației
| An        | 1975  | 1982  | 1990  | 1999  | 2006  | 2009  |
| --------- | ----- | ----- | ----- | ----- | ----- | ----- |
| Populație | 2.019 | 2.085 | 2.058 | 1.948 | 1.959 | 2.066 |